# 大阪市立豊崎東小学校
大阪市立豊崎東小学校（おおさかしりつ とよさきひがししょうがっこう）は、大阪府大阪市北区にある市立小学校。愛称は「とよひが」。

## 沿革
学校所在地周辺は大正時代まで西成郡豊崎町に属していた。豊崎町では大阪市に隣接している地理条件や産業発展などに伴って人口が急増し、それに伴い地域の児童も急増した。従来の豊崎第二尋常小学校（現在の大阪市立豊仁小学校）の校区を分離する形で、1917年に旧西成郡豊崎町で4番目の小学校・西成郡豊崎第四尋常小学校として開校した。
豊崎町は1925年、大阪市に編入された。これに伴い大阪市豊崎第四尋常小学校に改称している。
1934年の室戸台風では強風により木造校舎が倒壊し、児童多数が死傷する（翌日の新聞報道時点では死亡19人、負傷13人、行方不明3人）大きな被害を受けた。
1941年には国民学校令により、大阪市豊崎東国民学校と改称した。太平洋戦争の影響で1944年以降学童疎開を実施することになり、京都府天田郡上夜久野村・中夜久野村（いずれも後年の夜久野町、現在は福知山市に編入）に集団疎開をおこなっている。
戦災被害により、1946年には大阪市豊仁国民学校を合併した。1947年には学制改革により、大阪市立豊崎東小学校となった。
戦災からの地域復興に伴い、1954年に大阪市立豊仁小学校が復興・再開している。
1970年4月8日に同校校区付近で天六ガス爆発事故が発生した。現場近くにいた児童らも事故に巻き込まれ、同校児童5人が死亡・10人が負傷する被害があった。

### 年表
- 1917年11月 - 大阪府西成郡豊崎第四尋常小学校として開校。
- 1925年4月1日 - 豊崎町が大阪市に編入されたことに伴い、大阪市豊崎第四尋常小学校に改称。
- 1934年9月21日 - 室戸台風の暴風雨により木造校舎が倒壊。
- 1941年4月1日 - 国民学校令により、大阪市豊崎国民学校に改称。
- 1944年 - 京都府天田郡上夜久野村・中夜久野村に学童集団疎開。
- 1946年 - 大阪市豊仁国民学校を統合。
- 1947年4月1日 - 学制改革により、大阪市立豊崎東小学校に改称。
- 1954年4月1日 - 大阪市立豊仁小学校が復興・再開校。
- 1965年4月 - 標準服制定。
- 1970年7月 - 標準帽制定。
- 1989年5月 - 大阪市教育委員会から、算数科の研究校に指定される。
- 1997年 - 道路騒音対策として、空調設備を設置。
- 2004年 - 文部科学省から、道徳教育の研究校に指定される。

## 通学区域
- 大阪市北区 国分寺1丁目・2丁目、天神橋7丁目（一部を除く）、長柄中1丁目、長柄中2丁目（一部を除く）、長柄西1丁目（一部）、長柄東1丁目、長柄東2丁目（一部）。

卒業生は大阪市立新豊崎中学校に進学する。

## 出身者
- 横山アキラ（ミュージシャン：横山ホットブラザーズ）
- TAKA（ミュージシャン）
- 小出雛（バレーボール選手：トヨタ車体クインシーズ）

## 交通
- Osaka Metro堺筋線・谷町線・阪急千里線 天神橋筋六丁目駅より北東へ約500m